# Ein Herz schlägt für Erika
Ein Herz schlägt für Erika ist ein deutsches Melodram von Harald Reinl aus dem Jahr 1956.

## Handlung
Die seit 15 Jahren von Anna Hartwig geleitete Baufirma A. Hartwig begeht ihr 100-jähriges Firmenjubiläum. Aus diesem Anlass baut die Firma seit einiger Zeit an einem Prestigeobjekt, dem mit mehreren Flügeln versehenen Jubiläumsbau. Als Anna ankündigt, dass eine Bank mit mehreren Tresoren einen Flügel des Gebäudes angemietet hat, wird ihr Bruder Karl unruhig. Auf dem Papier wurde das Gebäude mit hochwertigem Beton erbaut. Karl, der Schulden hat, hat jedoch minderwertigen Beton verbauen lassen, um mit dem übriggebliebenen Geld einen Teil seiner Schulden begleichen zu können. Er wollte in dem Flügel einen Kosmetiksalon einziehen lassen, der ohne schwere Gerätschaften auskommt.
Anna hat neben ihrer Arbeit neue Pläne. Sie ist unverheiratet, will jedoch ein Kind haben. Im Waisenhaus sucht sie sich die junge Erika aus, die nur schweren Herzens zu ihr zieht, muss sie doch ihre drei Brüder im Heim zurücklassen. Karl ist gegen Erika, die im Fall einer Adoption auch Miterbin Annas werden würde. Obwohl Anna sich Mühe gibt, Erika eine gute Ersatzmutter zu sein, hat Erika immer wieder große Sehnsucht nach ihren Brüdern, von denen sie zuvor in ihrem Leben noch nie getrennt war. Auf Anraten des Heims erlaubt Anna jedoch nicht, dass die Brüder Erika besuchen kommen, könnten sie angesichts des Luxus in Annas Haus doch die Heimunterbringung nicht mehr würdigen. Ein erster Versuch Erikas, Anna mit ihren Brüdern bekanntzumachen, geht schief, weil die Brüder vor lauter Hilfsbereitschaft für Chaos sorgen. Die Brüder schmuggeln sich daher als Mädchen verkleidet in Annas Haus, als diese gerade unterwegs ist. Ausgelassen spielen sie mit Erika Fußball, werden jedoch von Karl aus der Villa geworfen. Erika entschließt sich, ihren Brüdern zurück ins Heim zu folgen.
Karl ist unterdessen immer tiefer in Schwierigkeiten geraten. Um seine Schulden zu begleichen, gibt er ein hervorragendes Gutachten für schlechten Baugrund. Diesen Baugrund hatte sich zuvor Architekt Franz Wagner angesehen, der besser als Karl arbeitet und daher in der Regel auch seine Entwürfe Anna gegenüber durchsetzen kann. Franz hatte erkannt, dass der Grund für Bauwerke unbrauchbar ist, und ein positives Gutachten gegen Bestechung abgelehnt. Nun wirft er Karl vor, sich kaufen zu lassen. Karl setzt daraufhin die Entlassung Franz’ durch. Gleichzeitig versucht er, beim Jubiläumsbau eine Katastrophe zu verhindern. Die Tresore für den Seitenflügel werden jedoch geliefert und schon bald zeigen sich Risse in der Decke, wobei die Etage noch nicht voll beladen ist.
Anna erfährt bei ihrer Rückkehr in die Villa, dass Erika ins Heim gegangen ist. Im Heim wird ihr mitgeteilt, dass Erika zum Jubiläumsbau gegangen ist, um Anna eine Tischglocke zurückzugeben, die ihre Brüder aus Versehen eingesteckt hatten. Erika vermutet Anna im Gebäude. Hier hält sich nur Karl auf, der erlebt, wie die Risse in der Decke, auf der die Tresore stehen, immer größer werden. Erika geht unter der Decke entlang, als die Etage einstürzt. Karl kann sie in letzter Sekunde retten und wird dabei selbst verletzt. Der Unfall bringt Karl auf den richtigen Weg zurück. Er erkennt seine Fehler und akzeptiert Erika als neues Familienmitglied. Da Anna weiß, dass Erika nicht ohne ihre Brüder sein kann, nimmt sie schließlich alle vier Kinder bei sich auf.

## Produktion
Ein Herz für Erika wurde vom 15. November bis 12. Dezember 1955 in Berlin und den CCC-Ateliers Berlin-Spandau gedreht. Die Arbeitstitel des Films lauteten Ein Herz sucht Glück und Glückliche Herzen. Die Kostüme schuf Brigitte Scholz, die Filmbauten stammen von Willi A. Herrmann und Heinrich Weidemann. Der Film erlebte am 23. Februar 1956 im Kasseler Capitol seine Premiere und lief am 9. März 1956 in den bundesdeutschen Kinos an.

## Kritik
Für den film-dienst war Ein Herz schlägt für Erika ein „Rührstück, das alles unternimmt, um emotional zu bewegen. Anspruchslos, oberflächlich, inszenatorisch wie gehaltlich mager“.